# Az 5. hullám
Az 5. hullám (eredeti cím: The 5th Wave) 2016-ban bemutatott amerikai fantasztikus thriller, mely Rick Yancey Az ötödik hullám című 2013-as regénye alapján készült. A rendező J Blakeson. A főbb szerepekben Chloë Grace Moretz, Nick Robinson, Maika Monroe és Liev Schreiber látható. 
Az Amerikai Egyesült Államokban 2016. január 22-én mutatták be. A magyarországi bemutató 2016. január 14-én volt, magyar szinkronnal, az InterCom Zrt. forgalmazásában.

## Szereplők
| Színész            | Szereplő        | Magyar hang         |
| ------------------ | --------------- | ------------------- |
| Chloë Grace Moretz | Cassie Sullivan | Csuha Borbála       |
| Nick Robinson      | Ben Parish      | Czető Roland        |
| Maika Monroe       | Ringer          | Törőcsik Franciska  |
| Liev Schreiber     | Vosch ezredes   | Barabás Kiss Zoltán |
| Maggie Siff        | Lisa Sullivan   | Bertalan Ágnes      |
| Maria Bello        | Reznik őrmester | Fullajtár Andrea    |
| Alex Roe           | Evan Walker     | Szabó Máté          |

## Így készült a film
2012 márciusában kapta meg a Columbia Pictures a jogot a film forgalmazására. 2014. április 14-én jelentették be, hogy a film főszereplője Chloë Grace Moretz. Reznik őrmester (Maria Bello) szerepére több színésznő neve is felmerült, többek közt Natalie Portman, Jessica Chastain, Emily Blunt, Rachel Weisz, Michelle Rodriguez, Marisa Tomei és Juliette Lewis. Érdekesség, hogy a film alapjául szolgáló könyvben Reznik őrmester férfi. Szintén több színész esélyes volt Vosch ezredes (Liev Schreiber) szerepére is. Többek közt Viggo Mortensen, Russell Crowe, Jason Clarke, Matthias Schoenaerts, James Badge Dale, Ethan Hawke, Guy Pearce, Demián Bichir, Luke Evans, Ben Foster, Joel Edgerton és Jared Leto. 
A forgatás 2014. október 18-án kezdődött Macon, Georgia államban. 2015. január 11-én egy rosszul sikerült robbantásos jelenet miatt a maconi Cotton Avenue több háza megsérült, kigyulladt, kirakatok törtek be, mennyezet szakadt le. A produkciós iroda ígéretet tett a károk megfizetésére. 
A forgatás 2015. január 17-én fejeződött be. A bemutató dátuma eredetileg 2016. január 29. volt, majd 2015. április 30-án a ezt a dátumot előre hozták 2016. január 15-re, végül 2015. decemberben jelentették be, hogy az amerikai bemutató végleges dátuma 2016. január 22.[forrás?]

## Irodalmi alapanyag magyarul
- Rick Yancey: Az ötödik hullám; ford. Havadi Krisztina; Cartaphilus, Budapest, 2014 (Carta light)